# Owensburg
Owensburg est une census-designated place située dans le comté de Greene, dans l’État de l'Indiana, aux États-Unis. Lors du recensement de 2020, elle compte 402 habitants.